# Live at Donington (AC/DC)
Live at Donington jest filmem koncertowym australijskiego zespołu AC/DC, wydanym 27 października 1992 roku. Koncert został nagrany 17 sierpnia 1991 r. w Donington Park niedaleko Castle Donington w Anglii, podczas festiwalu Monsters of Rock.
Podczas prawie dwugodzinnego koncertu wykorzystano rekwizyty, takie jak prawdziwe armaty (z których oddano salwę na zakończenie "For Those About to Rock (We Salute You)"), "Piekielny dzwon" (dzwon wykorzystany na początku utworu "Hell's Bells"), nadmuchiwaną gumową kukłę Rosie (pojawiającą się przy utworze "Whole Lotta Rosie") oraz podobną kukłę Angusa. 
Koncert został sfilmowany za pomocą 26 kamer, z czego jedna znajdowała się w helikopterze. Wydanie DVD zawiera specjalne dodatki, takie jak wybór dźwięku między stereo a 5.1 surround, wybór ujęcia wybranego członka zespołu (z wyjątkiem Chrisa Slade'a) podczas niektórych utworów, oraz komentarze Angusa i Malcolma Youngów, Briana Johnsona, i Cliffa Williamsa. Dodatkowo dodano pełną dyskografię AC/DC z omówieniami większości albumów.

## Lista utworów
1. "Thunderstruck"
2. "Shoot to Thrill"
3. "Back in Black"
4. "Hell Ain't a Bad Place to Be"
5. "Heatseeker"
6. "Fire Your Guns"
7. "Jailbreak"
8. "The Jack"
9. "Dirty Deeds Done Dirt Cheap"
10. "Moneytalks"
11. "Hells Bells"
12. "High Voltage"
13. "Whole Lotta Rosie"
14. "You Shook Me All Night Long"
15. "T.N.T."
16. "Let There Be Rock"
17. "Highway to Hell"
18. "For Those About to Rock (We Salute You)"

## Wykonawcy
- Angus Young - gitara prowadząca
- Malcolm Young - gitara rytmiczna
- Brian Johnson - śpiew
- Chris Slade - perkusja
- Cliff Williams - gitara basowa